# Amrish Puri
Pour les articles homonymes, voir Puri (homonymie).
Amrish Puri, né le 22 juin 1932 à Jalandhar et mort le 12 janvier 2005 à Mumbai, est un acteur indien surtout réputé pour ses rôles de méchant.
Après ses études, Amrish Puri décide, sur les conseils de son frère aîné Madan Puri (lui-même acteur) de se lancer dans une carrière artistique. Ses premiers essais à Bollywood en 1954 ne convainquent pas les producteurs. Il se contente alors du théâtre et enregistre des jingles publicitaires pour la radio.
Ce n’est qu’à partir de 1971, après un autre essai, qu’Amrish Puri connaît enfin le succès avec Reshma Aur Shera de Sunil Dutt. Mais c’est surtout en 1981 avec le rôle de Duryodhan, personnage cynique et méprisable du film Hum Paanch qu’il fait sensation. Le méchant de Bollywood est né. Sa renommée s’étend hors de l’Inde et Amrish Puri tourne dans deux productions américaines : Gandhi de Richard Attenborough en 1982 et Indiana Jones et le Temple maudit de Steven Spielberg en 1984 où il interprète le grand prêtre sanguinaire Mola Ram. Il ne se cantonne pas seulement aux rôles de méchants : son rôle de père intransigeant mais au grand cœur dans Dilwale Dulhania Le Jayenge reste l’un de ses rôles les plus réussis.
Il tourne pratiquement jusqu’à sa mort en laissant une filmographie impressionnante bien que débutée tardivement. Il meurt à l’hôpital Hinduja de Mumbai le 12 janvier 2005 à la suite d'une hémorragie cérébrale.

## Filmographie
- 1970 : Prem Pujari : Jerry
- 1971 : Reshma Aur Shera : Rehmat Khan
- 1971 : Hulchul
- 1971 : Shantata! Court Chalu Aahe
- 1973 : Hindustan Ki Kasam
- 1973 : Kaadu : Chandre Gowda
- 1975 : Nishant : Eldest Zamindar
- 1975 : Salaakhen
- 1976 : Manthan : Mishraji
- 1977 : Bhumika : The Role : Vinayak Kale
- 1977 : Immaan Dharam : Pandey
- 1977 : Alibaba Marjiinaa
- 1978 : Kondura
- 1979 : Hamare Tumhare
- 1979 : Jaani Dushman
- 1979 : Lakhan
- 1979 : Sawan Ko Aane Do : père de Chandrika
- 1980 : Hum Paanch : Veer Pratap Singh
- 1980 : Dostana : Balwant Singh
- 1980 : Gehrayee : le magician Tantric
- 1980 : Qurbani : Rakka
- 1980 : Aakrosh
- 1980 : Chann Pardesi : Joginder Singh
- 1980 : Maan Abhiman
- 1980 : Patthar Se Takkar
- 1981 : Kalyug : Kishan Chand
- 1981 : Krodhi : Madhavan
- 1982: Gandhi de Richard Attenborough : Khan
- 1982 : Shakti : J.K. Verma
- 1982 : Apna Bana Lo : M. Joshi
- 1982 : Aadat Se Majboor : Agnihotri
- 1982 : Ashanti : Ranvir
- 1982 : Johnny I Love You
- 1982 : Main Intequam Loonga : Goverdhan Das
- 1982 : Vidhaata : Jagavar Chaudhary
- 1982 : Vijeta : Chef Instructeur Verhese
- 1982 : Naseeb : Don
- 1983 : Coolie : John D’Costa
- 1983 : La loi est aveugle (Andhaa Kaanoon) : M. Ram Gupta
- 1983 : Ardh Satya : Père d’Anant
- 1983 : Haadsa
- 1983 : Hero : Pasha
- 1983 : Mandi : Darvish
- 1984 : Kasam Paida Karne Wale Ki
- 1984 : Jhootha Sach
- 1984 : Gangwaa : Apparition spéciale
- 1984 : Indiana Jones et le Temple maudit : Mola Ram
- 1984 : Mashaal : S.K. Vardhan
- 1984 : Awaaz : Mulchand Malhotra
- 1984 : Duniya : Balwant Singh Kalra
- 1984 : Jagir : Lakhan
- 1984 : Party (en)
- 1984 : Yeh Desh : Dhuliya
- 1984 : Zakhmi Sher : Swami Kashinath Singh
- 1985 : Meri Jung : G.D. Thakral
- 1985 : Nishan
- 1985 : Aaj Ke Sholey : Balbir Gupta
- 1985 : Aghaat : Chakradev
- 1985 : Karmyudh : Sohanlal Puri
- 1985 : Mohabbat : Choudhury
- 1985 : Paisa Yeh Paisa : Jugal
- 1985 : Patthar Dil : Rana Suraj Bhaan Singh
- 1985 : Teri Meherbaniyan : Thakur Vijay Singh
- 1985 : Zabardast
- 1986 : Asli Naqli : Durjan Singh
- 1986 : Samundar : Raiszada Narsingh
- 1986 : Janbaaz : Rana Vikram Singh
- 1986 : Sultanat : Razoulli Al-Jabber Al-Nasser
- 1986 : Aap Ke Saath : Persha
- 1986 : Kaanch Ki Deewar
- 1986 : Mera Dharam : Digvijay Thakur
- 1986 : Nagina : Bhairo Nath
- 1986 : Naseeb Apna Apna : Bhim Singh
- 1986 : Pyar Ho Gaya : Mr. Rai
- 1986 : Ricky
- 1986 : Tamas : mini série TV
- 1987 : Param Dharam : Shamshera
- 1987 : Sadak Chhap : Dharamdas
- 1987 : Hawalaat : Seth Dharam Das
- 1987 : Mr. India : Mogambo
- 1987 : Madadgar
- 1987 : Pyaar Karke Dekho
- 1987 : Loha
- 1987 : Dance Dance
- 1987 : Inaam Dus Hazaar
- 1987 : Jawab Hum Denge : Dhanraj
- 1987 : Sher Shivaji
- 1988 : Dayavan : Inspecteur Ratan Singh
- 1988 : Rukhsat
- 1988 : Commando : Marcelloni
- 1988 : Waris : Dulla
- 1988 : Shahenshah : J.K.
- 1988 : Hum Farishte Nahin : Pashrutam Das/Din Dayal
- 1988 : Aakhari Poratam : Anantananda Swamy
- 1988 : Gangaa Jamunaa Saraswathi : Thakur Hansraj Singh
- 1988 : Hamara Khandaan : Chandraprakash Singh (père de Vishal)
- 1988 : Mar Mitenge : Ajit Singh
- 1988 : Mohabbat Ke Dushman : Shahbaaz Khan
- 1988 : Saazish : Diwan
- 1988 : Yateem : Dacoit Porkhiya
- 1989 : Aag Se Khelenge : Zakha
- 1989 : Jaadugar : Mahaprabhu Janak Sagar Jagat Narayan Chintamani
- 1989 : Batwara : Hanumant Singh
- 1989 : Naa-Insaafi
- 1989 : Tridev : Bhujang/Bhairav Singh
- 1989 : Daata : Gopal Das
- 1989 : Ilaka : Nagar
- 1989 : Farz Ki Jung : Jai Kishan (JK)
- 1989 : Mil Gayee Manzil Mujhe
- 1989 : Do Qaidi : Kay Kay
- 1989 : Mujrim : Khan
- 1989 : Nafrat Ki Aandhi : Chandida Khurana
- 1989 : Nigahen : Nagina Part II : Bhairavnath
- 1989 : Ram Lakhan : Bhishambar Nath
- 1989 : Suryaa : An Awakening : Gangadhar Choudhary
- 1989 : Tujhe Nahin Chhodunga
- 1990 : Doodh Ka Karz : Raghuvir Singh
- 1990 : Aaj Ka Arjun : Thakur Bhupendra Singh
- 1990 : Jagadeka Veerudu Attilokasundari : Mahadrashta
- 1990 : Kondaveeti Donga
- 1990 : Ghayal : Balwant Rai
- 1990 : Hatimtai
- 1990 : Jeene Do : Zamindar
- 1990 : Kishen Kanhaiya : lala Gendamal
- 1990 : Muqaddar Ka Badshaah : Vikral Singh
- 1990 : Tejaa : Jarashwar
- 1991 : Thalapathi : Kalivardhan
- 1991 : Phool Aur Kaante : Nageshwar “Don”
- 1991 : Dharam Sankat : Jagira
- 1991 : Aditya 369 : Raja Varma
- 1991 : Saudagar : Chuniya
- 1991 : Ajooba
- 1991 : Benaam Badsha : Jaikal
- 1991 : Iraada
- 1991 : Jigarwala : Dhurjan Singh
- 1991 : Aadmi Aur Apsara
- 1991 : Kohraam
- 1991 : Mast Kalandar
- 1991 : Numbri Aadmi : Rana
- 1991 : Shikari
- 1991 : Trinetra  : Singhania
- 1992 : Muskurahat : Gopichand Verma
- 1992 : Deewana : Oncle de Ravi
- 1992 : Zindagi Ek Juaa : Bhalla
- 1992 : Vishwatma : Azghar Jurhad
- 1992 : Ashwamedham
- 1992 : Tehelka
- 1992 : Time Machine
- 1992 : Vansh
- 1993 : Gardish : Purushottam Sathe
- 1993 : Damini – Lightning : Indrajit Chaddha
- 1993 : Divya Shakti : Tau
- 1993 : Sangram : Père de Raja
- 1993 : Suraj Ka Satwan Ghoda : Mahesar Dalal
- 1994 : Droh Kaal : Pathak
- 1994 : Pehla Pehla Pyaar : Hukam Singh
- 1994 : Elaan : Ramakant Chaudhry
- 1994 : Maha Shaktishaali
- 1994 : Pramaatma
- 1994 : Tejasvini
- 1995 : Haqeeqat : Shivcharan
- 1995 : Dilwale Dulhania Le Jayenge : Chaudry Baldev Singh
- 1995 : Gundaraj : Inspecteur de police
- 1995 : Prem  : Vanraja
- 1995 : Maidan-E-Jung : Daata Guru/ Badey Thakur
- 1995 : Hulchul : Shubraj
- 1995 : Jai Vikraanta : Thakur Jaswant Singh
- 1995 : Karan Arjun : Thakur Durjan Singh
- 1995 : Kartavya : Thakur Ugranarayan Singh
- 1995 : Oh Darling Yeh Hai India : Don Qixote
- 1996 : Ghatak : Lethal : Shambu Nath
- 1996 : Beqabu : Amritlal Bakshi
- 1996 : Jeet : Galraj Choudhary
- 1996 : Tu Chor Main Sipahi : Thakur Gajendra Singh
- 1996 : Vijeta : Jagdish Chaudhary
- 1996 : Tu Chor Main Sipahi : Thakur Gajendra Singh
- 1996 : Vijeta : Jagdish Chaudhary
- 1996 : Diljale : Daka
- 1996 : Jaan : Surya Dev Singh
- 1996 : Kala Pani : Mirza Khan
- 1996 : Sardari Begum : Hemraj
- 1997 : Tarazu : Appa Rao
- 1997 : Mahaanta : Kedar Nath
- 1997 : Koyla : Raja Saab
- 1997 : Dhaal : The Battle of Law Against Law : Pilot Baba
- 1997 : Himalay Putra : Malhotra (Apparition spéciale)
- 1997 : Itihaas : Balwant
- 1997 : Nirnayak
- 1997 : Pardes : Kishorilal
- 1997 : Virasat : Raja Thakur
- 1998 : Jhooth Bole Kauwa Kaate : M. Abhyankar
- 1998 : Barood : M. Singhal
- 1998 : Salaakhen
- 1998 : Chachi 420 : Durgaprasad Bhardwaj
- 1998 : China Gate : Col. Kewal Krishan Puri
- 1998 : Dhoondte Reh Jaaoge ! : Voix au téléphone avec Tiger
- 1998 : Doli Saja Ke Rakhna : Jojo Pinto
- 1998 : Sham Ghansham : Bhim Singh
- 1999 : Thakshak : Nahar Singh
- 1999 : Gair : Oberoi
- 1999 : Baadshah : Suraj Singh Thaper
- 1999 : Taal : Jagmohan Mehta
- 1999 : Jai Hind : Mugambo
- 1999 : Zulmi : Balraj Dutt
- 1999 : Aarzoo : Dayashankar
- 1999 : Lal Baadshah : Thakur Dhayal Singh
- 1999 : Kaala Samrajya : Kalkeshwar
- 2000 : Mohabbatein Maj. Gen. Khanna (Apparition spéciale)
- 2000 : Dhaai Akshar Prem Ke : Yagvender Gareval
- 2000 : Badal : Ranjeet Singh
- 2000 : Shaheed Udham Singh : The Sufi Saint
- 2001 : Nayak: The Real Hero : Balraj Chauhan
- 2001 : Yaadein : Jagdish Kumar Malhotra
- 2001 : Gadar : Ek Prem Katha : le père de Sakeena
- 2001 : Mujhe Kucch Kehna Hai : Balram Singh
- 2001 : Chori Chori Chupke Chupke : Kailashnath Malhotra
- 2001 : Censor : Shiv Prasad
- 2001 : Zubeidaa : Suleiman Seth
- 2001 : On Wings of Fire : Nihavand ruler
- 2002 : Rishtey : Yashpal Chaudhary
- 2002 : Jaani Dushman : Ek Anokhi Kahani : Sadhu
- 2002 : Baba : Tantrik
- 2002 : Shararat : Prajapati
- 2002 : Badhaai Ho Badhaai : M. Chaddha
- 2003 : Dil Pardesi Ho Gayaa : Sarfaroz Khan
- 2003 : Out of Control (en)
- 2003 : Jaal : The Trap : Major Amrish Kaul
- 2003 : The Hero: Love Story of a Spy : Ishak Khan
- 2003 : Khushi : Vir Bhadra Singh
- 2003 : Surya : Thakur
- 2004 : Ab Tumhare Hawale Watan Saathiyo : Narrateur
- 2004 : Hulchul : Angarchand
- 2004 : Aitraaz : Ranjit Roy
- 2004 : Taarzan : The Wonder Car : Kartar Singh/Baa Ji
- 2004 : Mujhse Shaadi Karogi : Colonel Dugraj Singh
- 2004 : Garv : Pride and Honour : Inspecteur Samar Singh
- 2004 : Lakshya : Gautam Puri (Apparition spéciale)
- 2004 : Dev : Bhandarker
- 2004 : Police Force : An Inside Story : M. Pandey
- 2004 : Woh Tera Naam Tha : Ustad Samad Khan
- 2005 : Mumbai Express
- 2005 : Kisna : The Warrior Poet : Bhairo Singh

## Récompenses
- Filmfare Awards
  - 1997 : Meilleur acteur dans un second rôle pour Virasat
  - 1996 : Meilleur acteur dans un second rôle pour Ghatak : Lethal
  - 1985 : Meilleur acteur dans un second rôle pour Meri Jung